# Hesso van Hachberg
Hesso van Hachberg (overleden in 1410) was van 1386 tot 1410 markgraaf van Baden-Hachberg. Hij behoorde tot het huis Baden.

## Levensloop
Hesso was de jongste zoon van markgraaf Hendrik IV van Baden-Hachberg en Anna van Üsenberg.
Na de dood van zijn oudste broer Otto I in 1386, werd Hesso samen met zijn oudere broer Johan markgraaf van Baden-Hachberg. In 1389 verdeelden beide broers hun regeringsgebied onderling, waarbij zowel Hesso als Johan de helft van het markgraafschap Hachberg kreeg. Na de dood van zijn broer Johan in 1409, herenigde Hesso het markgraafschap Hachberg.
In 1390 kreeg Hesso van graaf Johan IV van Habsburg-Laufenburg de stad Prechtal in leen, waarmee hij officieel diens leenman werd. Ook spraken ze af dat als Johan IV zonder mannelijke nakomelingen zou sterven, diens gebieden naar Hesso en zijn zonen zouden gaan. In 1408 stierf Johan IV inderdaad zonder mannelijke nakomelingen, maar het kwam tot een erfconflict tussen Hesso en het huis Fürstenberg, dat ook aanspraken maakte op de gebieden van Johan IV. In 1409 of 1410 werd het conflict bijgelegd door de heerlijkheid Prechtal in twee gelijke delen te verdelen waarbij een stuk voor het huis Baden en een stuk voor het huis Fürstenberg bestemd was. De heerlijkheid Prechtal werd hiermee een condominium dat tot in 1806 zou standhouden.
In 1392 kocht Hesso het aandeel van de burcht Höhingen dat in handen was van Werner van Hornberg. De rest van de aandelen van de burcht had Hesso namelijk al in handen. Daarna kocht hij de burcht Triberg, dat ook in handen was van Werner van Hornberg.

## Huwelijken en nakomelingen
Hesso huwde met Agnes van Geroldseck en ze kregen volgende kinderen:
- Hendrik, jong gestorven
- Hesso, jong gestorven
- Otto II (overleden in 1418), markgraaf van Baden-Hachberg

Na de dood van zijn eerste vrouw hertrouwde hij in 1381 met Margaretha van Tübingen. Ze kregen een dochter:
- Margaretha, huwde in 1405 met graaf Frederik van Leiningen-Dagsburg